# Soumaila Samake
Soumaila Samake (ur. 18 marca 1978 w Bougouni) – malijski koszykarz występujący na pozycjach silnego skrzydłowego oraz środkowego, reprezentant kraju.
Przez lata brał udział w obozach treningowych drużyn NBA. Występował wtedy w barwach New Jersey Nets (2000), Phoenix Suns (2001), Los Angeles Lakers (2002), Denver Nuggets (2004).
W 2004 reprezentował Indianę Pacers, podczas rozgrywek letniej ligi NBA.

## Osiągnięcia
Na podstawie, o ile nie zaznaczono inaczej.
Indywidualne
- Lider play-off PLK w zbiórkach (2004)

Reprezentacja
- Uczestnik mistrzostw Afryki (2005 – 7. miejsce, 2007 – 11. miejsce, 2009 – 8. miejsce, 2011 – 9. miejsce)